# Srokowo (gmina)
Srokowo – gmina wiejska w województwie warmińsko-mazurskim, w powiecie kętrzyńskim. W latach 1975–1998 gmina położona była w województwie olsztyńskim.
Siedzibą gminy jest Srokowo.
Według Narodowego Spisu Powszechnego 31 marca 2011 gminę zamieszkiwało 4118 mieszkańców. Natomiast według danych z 31 grudnia 2019 roku gminę zamieszkiwało 3754 osób.

## Struktura powierzchni
Według danych z roku 2002 gmina Srokowo ma obszar 194,63 km², w tym:
- użytki rolne: 62%
- użytki leśne: 23%

Gmina stanowi 16,05% powierzchni powiatu.

## Demografia

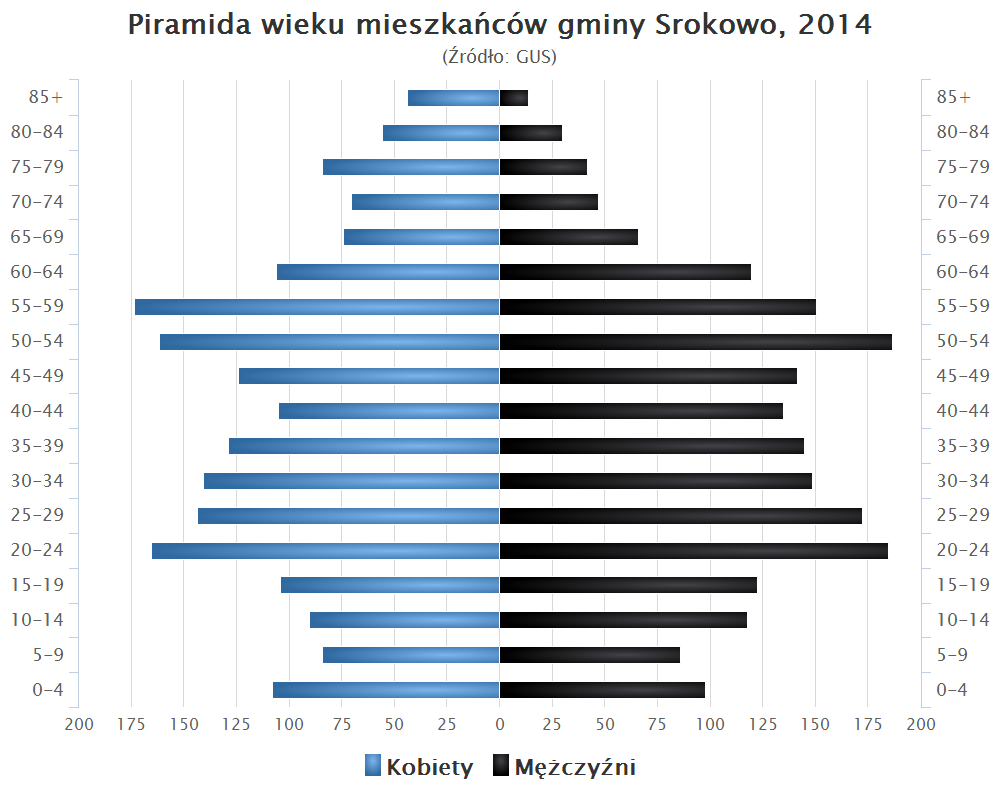
Piramida wieku mieszkańców gminy Srokowo w 2014 roku

Dane z 30 czerwca 2004:
| Opis                              | Ogółem | Ogółem | Kobiety | Kobiety | Mężczyźni | Mężczyźni |
| --------------------------------- | ------ | ------ | ------- | ------- | --------- | --------- |
| jednostka                         | osób   | %      | osób    | %       | osób      | %         |
| populacja                         | 4293   | 100    | 2115    | 49,3    | 2178      | 50,7      |
| gęstość zaludnienia (mieszk./km²) | 22,1   | 22,1   | 10,9    | 10,9    | 11,2      | 11,2      |

## Przyroda
Gmina położona jest na terenach nieskażonej przyrody (tzw. Zielone Płuca Polski). W jej granicach znajdują się rezerwaty przyrody: „Kałeckie Błota” (173,82 ha), „Bajory” (215,05 ha) oraz część rezerwatu „Jezioro Siedmiu Wysp” obejmującego jezioro Oświn. Przez teren gminy przebiega Kanał Mazurski. Przebiega przez nią również Warmińsko-Mazurski Szlak Bociani. Na północny wschód od Srokowa w kierunku Węgorzewa położone jest wzgórze Diabla Góra (157 m n.p.m.).
Na terenie gminy znajdują się trzy większe jeziora, największe z nich to Silec.

## Sołectwa
Bajory Wielkie, Jankowice, Jegławki (wieś)Jegławki, Kosakowo, Leśniewo, Leśny Rów, Łęknica, Silec, Siniec, Solanka, Srokowo, Wyskok.

## Pozostałe miejscowości
Bajorki, Bajorski Gaj, Bajory Małe, Brzeźnica, Chojnica, Dolny Siniec, Goszczewo, Jegławki (osada), Kaczory, Kałki, Kąty, Kolkiejmy, Księży Dwór, Lesieniec, Lipowo, Łęsk, Marszałki, Mazurkowo, Mintowo, Młynowo, Niedziały, Nowa Różanka, Osikowo, Pieczarki, Podlasie, Pyszki, Różanka-Leśniczówka, Rybakowo, Rypławki, Siemkowo, Silecki Folwark, Siniec-Cegielnia, Sińczyk-Leśniczówka, Skandławki, Sówka, Srokowski Dwór, Stare Jegławki, Suchodoły, Szczeciniak, Wikrowo, Wilcza Wólka, Wilcze,Wilczyny, Wólka Jankowska, Wysoka Góra, Złote Pole.

## Sąsiednie gminy
Barciany, Kętrzyn, Węgorzewo. Gmina sąsiaduje z Rosją (obwód królewiecki).